# ارگانیک اند بیومولکیولار کمیستری
اورگانیک اند بیومولکیولار کمیستری (به انگلیسی: Organic and Biomolecular Chemistry) نشریه‌ای علمی با داوری همتا در زمینه شیمی آلی و بیوشیمی است که توسط انجمن سلطنتی شیمی بریتانیا منتشر می‌شود.این نشریه در سال ۲۰۱۰ دارای ضریب تاثیر ۳٫۴۵۱ شناخته شده است.